# Sebastián Mora Vedri
Sebastián Mora Vedri (Vila-real, 19 de febrer de 1988) és un ciclista valencià, actualment a l'equip Burgos BH. Combina la ruta amb el ciclisme en pista. Va participar en els Jocs Olímpics de Londres en la prova de Persecució per equips on va acabar sisè.
El 2015 als Campionats d'Europa celebrats a Grenchen va guanyar les medalles d'or en Scratch i Madison. Als del 2016, va repetir l'or en Madison.
Als Campionats del món de ciclisme en pista de 2016 va aconseguir la medalla d'or en Scratch, i el bronze amb Madison fent parella amb el menorquí Albert Torres. Aquests èxits li van valdre ser homenatjat a la seva ciutat natal.

## Palmarès en pista
- 2010
  -  Campió d'Europa sub-23 en Scratch
  -  Campió d'Europa sub-23 en Madison (amb Airán Fernández)
- 2013
  -  Campió d'Espanya en Persecució
- 2014
  -  Campió d'Espanya en Persecució
  -  Campió d'Espanya en Madison (amb Julio Alberto Amores)
- 2015
  -  Campió d'Europa en Scratch
  -  Campió d'Europa de Madison (amb Albert Torres)
  -  Campió d'Espanya en Persecució
  -  Campió d'Espanya en Madison (amb Julio Alberto Amores)
- 2016
  -  Campió del món en Scratch
  -  Medalla de bronze al Campionat del Món en Madison (amb Albert Torres)
  -  Campió d'Europa de Madison (amb Albert Torres)
  -  Campió d'Espanya de puntuació
  - 1r als Sis dies de Rotterdam (amb Albert Torres)

### Resultats a laCopa del Món
- 2013-2014
  - 3r a Manchester, en Persecució
- 2016-2017
  - 1r a Glasgow, en Madison

## Palmarès en ruta
- 2014
  - Vencedor d'una etapa al Tour de Tailàndia
- 2015
  - Vencedor d'una etapa a la Volta a la província de València